# Video Champion

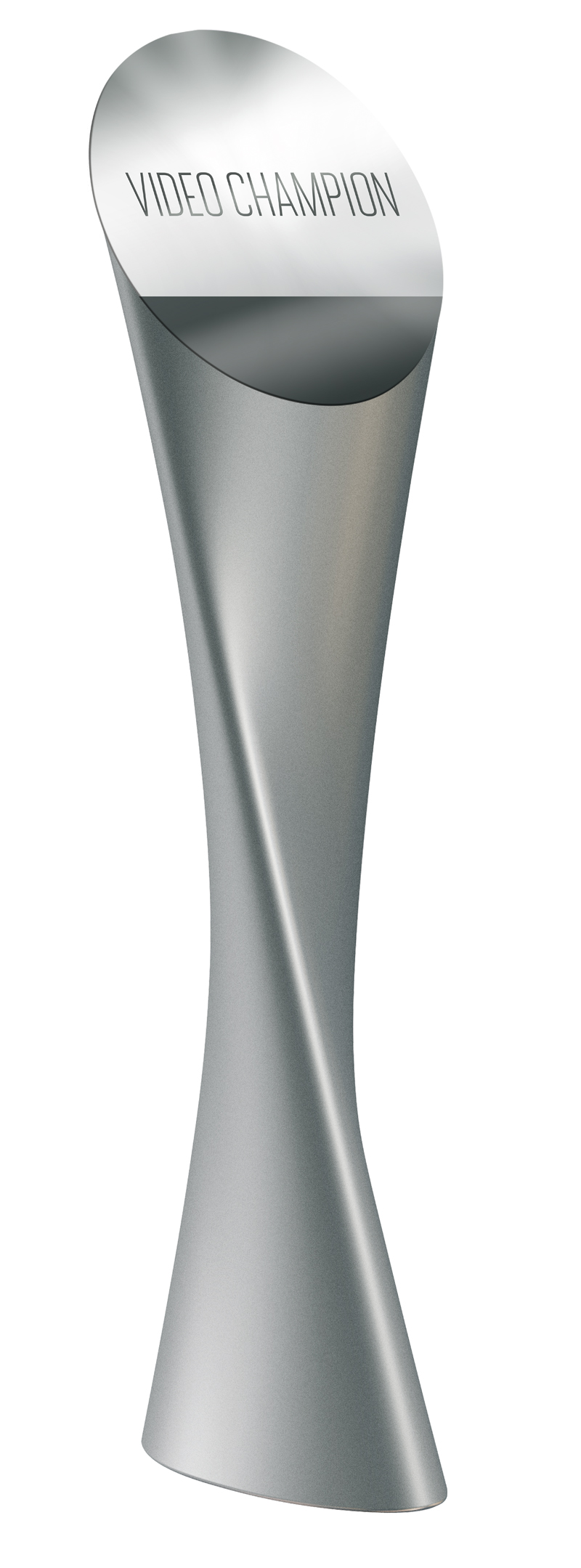
Video Champion

Der Video Champion (ehemals DVD Champion) ist ein ehemaliger Medienpreis, der vom Fachverlag Busch Entertainment Media seit 2000 alljährlich im Rahmen der Video Night (ehemals Entertainment Night, DVD Night) verliehen wurde. Preise gingen an DVD- und Blu-ray-Produktionen (Programm Awards) und Personen der Musik- und Filmbranche (Personality Awards). Die Jury besteht aus Redakteuren und Filmexperten der Fachzeitschriften VideoMarkt, und Blickpunkt:Film.
Ab dem Jahr 2009 wurde zudem der Video Download Award für den erfolgreichsten im Internet vertriebenen Film des Jahres verliehen.

## Preisträger

### 2000
- Spielfilm: Anatomie
- Kinderfilm:Tobias Totz und sein Löwe
- Musik: Arthaus Musik
- Special Interest: 100 Jahre FC Bayern
- Games: Outcast

### 2001
- Spielfilm National: Crazy
- Musik: Peter Maffay – Heute vor dreißig Jahren
- Spielfilm International: Terminator 2 – Tag der Abrechnung
- Kinderfilm: „Schneewittchen und die sieben Zwerge“
- Special Interest: Mundstuhl – Nur vom Allerfeinsten
- Unterhaltungssoftware: Encarta Enzyklopädie Professional 2002
- Special Award: Imagion

### 2002
Programm Awards
- Deutscher Film: Der Schuh des Manitu
- Internationaler Film: Lara Croft: Tomb Raider
- Family Entertainment: Der kleine Eisbär
- Special Edition: Pearl Harbor (Director’s Cut)
- Musik: BAP – Övverall

Personality Awards
- Creative Award: Vicomedia, Wilfried Wareka & Almut Frühau
- Lifetime Achievement Award: Jack Valenti
- Trade Award: Leopold Stiefel, Media-Saturn-Holding GmbH

### 2003
Programm Awards
- Publikumspreis: Der Pianist
- Deutscher Film: Good Bye, Lenin!
- Internationaler Film: Gangs of New York (Special Edition)
- Family Entertainment: Der König der Löwen (Special Edition)
- Special Edition: Metropolis (Transit Classics Deluxe Edition)
- Boxset: Monty's Enzyklopythonia
- Musik: Xavier Naidoo – Alles Gute vor uns

Personality Awards
- Creative Award: Janosch
- Library Award: Kinowelt Home Entertainment
- Studio Award: Imagion AG
- Trade Award: amazon.de

### 2004
Programm Awards
- Publikumspreis: Der Herr der Ringe – Die zwei Türme (Special Extended Edition)
- Deutscher Film: Die Wilden Kerle (Limited Edition)
- Internationaler Film: Donnie Darko (Collector's Edition)
- TV-Programm: Star Trek – Raumschiff Enterprise: Staffel 1
- Animation: Chihiros Reise ins Zauberland (Deluxe Edition)
- Special Edition: Panic Room (Special Edition)
- Boxset: The Blues – Limited Guitar-Edition
- Musik: Schiller – Leben

Personality Awards
- Creative Award: Oliver Kalkofe für Kalkofes Mattscheibe und Der Wixxer
- Lifetime Achievement Award: Ephraim Kishon für sein Lebenswerk
- Artistic Achievement Award: Dick Brave and the Backbeats alias Sasha
- Merit Award: Joachim Tielke, Geschäftsführer der GVU für erfolgreiche Antipirateriearbeit
- Studio Award: digital media production (dmp) mit Sonopress und Concorde Home Entertainment „für die ersten europäischen WMV-HD-DVD-Produktionen“

### 2005
Programm Awards
- Publikumspreis: Der Herr der Ringe – Die Rückkehr des Königs (Special Extended Edition)
- Deutscher Film: Der Untergang
- Internationaler Film: Million Dollar Baby
- Family Entertainment: Die Unglaublichen – The Incredibles
- TV-Programm: Didi – Der Untermieter Collection
- Special Edition: Hellboy – Director’s Cut
- Special Interest: Wer wird Millionär? – DVD-Spiel
- Boxset: Edgar Wallace Edition 1–8
- Musik: Till Brönner – A Night in Berlin

Personality Awards
- Creative Award: Süddeutsche Zeitung und Klaus Füreder für die SZ-Cinemathek
- Lifetime Achievement Award: Hans W. Geißendörfer für sein Lebenswerk
- Studio Award: GLS Studios, Matthias Stiehler „für herausragende Leistungen im DVD-Markt und die damit verbundene, wichtige Unterstützung bei der Vermarktung des Deutschen Films“
- Movie Award: Christoph Müller, Sven Burgemeister, Marc Rothemund, Fred Breinersdorfer für Sophie Scholl – Die letzten Tage
- Music Artist Award:Katie Melua

### 2006
Programm Awards
- Publikumspreis: Die Chroniken von Narnia: Der König von Narnia
- Deutscher Film: NVA
- Internationaler Film: Das Phantom der Oper
- Family Entertainment: Der Räuber Hotzenplotz
- TV-Programm: Die Sturmflut
- Special Edition: Der letzte Kaiser
- Special Interest: FIFA WM 2006 – Die Highlights: Deutschland – „Weltmeister der Herzen“ (Studio Hamburg)
- Boxset/Collection: Planet der Affen – Die limitierte Collectors-Edition
- Musik: No Direction Home: Bob Dylan

Personality Awards
- Artist Award: Otto Waalkes „für sein vielseitiges Wirken auf DVD“
- Lifetime Achievement Award: Peter Schamoni für sein Lebenswerk
- Library Award: Koch Media Deutschland, U. Bruckner, S. Kapelari „für die liebevolle Herausbringung von Klassikern und Kultfilmen“
- Marketing Award: Universum Film, L. Simoens, A. Pallasch „für das erfolgreiche Label ufa anime“
- Merit Award: Wolfgang Otterstein „für sein langjähriges Engagement im Videomarkt“
- Music Award: BAP zum 30-jährigen Bandjubiläum

### 2007
Programm Awards
- Publikumspreis: Casino Royale (Collector's Edition)
- Deutscher Film: Neues vom Wixxer (Special Edition)
- Internationaler Film: Pans Labyrinth (Deluxe Edition) und The Da Vinci Code – Sakrileg (Kryptogramm-Giftset)
- Family Entertainment: Die Wilden Hühner und die Liebe (Limited Edition)
- TV-Programm: Die legendären TV-Vierteiler: Höhepunkte der Fernsehunterhaltung
- Special Edition: Sin City (Recut Edition)
- Special Interest: Eckart von Hirschhausen für seine DVD Glücksbringer Live
- Boxset/Collection: James Bond (Ultimate Edition)
- High Definition Spider-Man Trilogie (Blu-ray)
- Musik: Rammstein für ihr Album Völkerball

Personality- und Business Awards
- Artist Award: Olli Dittrich
- Lifetime Achievement Award: Joachim Fuchsberger für sein Lebenswerk
- Music Award: PUR
- Studio Award: Imagion, Michael Becker und Andreas Thran „für das Engagement im aufstrebenden High-Definition-Markt“
- Packaging Award: Pozzoli, Giovanna Toffetti, Luigi Pozzoli und Timmy Treu „für kreative DVD-Verpackungen“
- Pioneer Award: Werner Wirsing, Vorstandsvorsitzender von e-m-s new media AG „für seine Pionierleistung im deutschen DVD-Markt“
- Creative Award: Kinowelt Home Entertainment

### 2008
Programm Awards
- Publikumspreis: Keinohrhasen
- Deutscher Film: Die Welle (Premium Edition)
- Internationaler Film: Indiana Jones und das Königreich des Kristallschädels (Limited Special Edition)
- Family Entertainment: High School Musical 2 (Extended Dance Edition)
- TV & Comedy: 24 (die kompletten Seasons 1–6)
- Special Edition: Blade Runner (Ultimate Collectors Edition)
- Boxset: Wolfgang Petersen Film Collection
- Musik: Once
- Dokumentationen: Am Limit (Speed Record Edition)

Personality Awards
- Artist Award: Til Schweiger
- Lifetime Achievement Award: Volker Schlöndorff für sein Lebenswerk
- World Award: Dolph Lundgren
- Music Award: Howard Carpendale

Business Awards
- Sony Pictures Home Entertainment „für die Durchsetzung des Blu-ray-Formats und die Einführung der BD-Live-Technologie“

### 2009
Programm Awards
- Publikumspreis: Twilight – Biss zum Morgengrauen
- Deutscher Film: Der Baader-Meinhof-Komplex (Blu-ray)
- Internationaler Film: Illuminati
- Family Entertainment: Schneewittchen und die sieben Zwerge (Blu-ray, Diamond Edition)
- TV & Comedy: Die Simpsons (Staffeln 11 und 12)
- Special Edition: Gladiator (Blu-ray)
- Boxset: Filmverlag der Autoren
- Musik: Stomp (Live 2008)
- Dokumentationen: Woodstock (Ultimate Collector's Edition)

Personality Awards
- Lifetime Achievement Award: Armin Mueller-Stahl für sein Lebenswerk
- Artist Award: Nadja Uhl
- Produzentenpreis: Bernd Eichinger
- Comedy Award: Michael Mittermeier

Business Awards
- Universum Kids „für die verantwortungsbewusste und erfolgreiche Vermarktung von Kinderthemen“
- Studio Hamburg Distribution&Marketing „für das Setzen von Maßstäben bei der Vermarktung von TV-Krimiklassikern mit der Straßenfeger-Edition“

Video Download Award
- Warner Bros. „für mehr als 100.000 Downloads von The Dark Knight“

### 2010
Programm Awards
- Publikumspreis: Avatar – Aufbruch nach Pandora
- Deutscher Film: Wickie und die starken Männer (Helm Edition)
- Internationaler Film: Inglourious Basterds (Limited Collector's Edition)
- TV National: Der Kommissar (Kollektion 1)
- TV International: Die Sopranos (Geschenkbox + 2 Bonusdiscs)
- Boxset: Alien Anthology (Limited Edition „Egg“)
- Family Entertainment: Oben (4-Disc-Set)
- Musik: „Westernhagen – Zwischen den Zeilen“ von Marius Müller-Westernhagen
- Special Interest: Keep Surfing

Personality Awards
- Artist Award: Sibel Kekilli, Friedrich Mücke und Matthias Schweighöfer
- Produzentenpreis: Quirin Berg und Max Wiedemann

Business Awards
- Imagion AG  für „Erste 3D Blu-ray eines unabhängigen Studios in Europa“ (Grand Canyon Adventure)
- polyband Medien „für die herausragende Programmvermarktung im Bereich Special Interest“

Video Download Award
- Warner Bros. „für mehr als 150.000 Downloads von Sherlock Holmes“

### 2011
Programm Awards
- Publikumspreis: Pirates of the Caribbean – Fremde Gezeiten (Blu-ray 3D, + Blu-ray 2D)
- Deutscher Film: Kokowääh (2-Discs-Soundtrack-Edition)
- Internationaler Film: True Grit (Limited Premium Edition, Steelbook,+ DVD, inkl. Digital Copy, Holzbox)
- TV National: Die Säulen der Erde (Special Edition)
- Special Edition (Katalog): Apocalypse Now (Full Disclosure Deluxe Edition)
- Boxset:  Star Wars: Complete Saga I-VI
- Family Entertainment: Der König der Löwen (Diamond Edition)
- Musik: „Udo Lindenberg – MTV Unplugged: Live aus dem Hotel Atlantic“ von Udo Lindenberg
- Special Interest: Pina (3D Deluxe Edition)

Personality Awards
- World Award: Vitali Klitschko und Wladimir Klitschko für Klitschko
- Comedy Award: Switch-reloaded-Team
- Nachwuchspreis: Emma Schweiger
- Produzentenpreis: Christian Becker

Business Awards
- Capelight Pictures  „für herausragende Film- und Produktqualität“
- GVU – Gesellschaft zur Verfolgung von Urheberrechtsverletzungen e. V.  „für die Schließung von kino.to“

Video Download Award
- Warner Bros. für Harry Potter und die Heiligtümer des Todes – Teil 1

### 2012
Programm Awards
- Publikumspreis: Ziemlich beste Freunde (Limitierte Fan Edition)
- Internationaler Film: The Artist (Limited Award Edition, + Audio-CD)
- Deutscher Film: Türkisch für Anfänger (Fan Edition, 2 Discs)
- TV: Mit Schirm, Charme und Melone – 50th Anniversary Complete Edition
- Family Entertainment: Shaun das Schaf
- Musik: Lichtmond 2 – Universe of Light (Blu-ray 3D, + Bonus-DVD, + Audio-CD)
- Sammel-Edition: Hitchcock-Collection; James Bond – Bond 50: Die Jubiläums-Collection
- Special Interest: Frozen Planet – Eisige Welten

Personality Awards
- Music Award: Unheilig
- Creative Award: Christoph Maria Herbst, Produzent Ralf Husmann und Geschäftsführerin Ingrid Langheld von Brainpool House Entertainment (für Serie Stromberg)
- Comedy Award: Monika Gruber
- Artist Award: Wotan Wilke Möhring
- Lifetime Achievement Award & Produzentenpreis: Günter Rohrbach

Business Awards
- Beste Social Media Kampagne: 100 Jahre Paramount (Paramount Home Entertainment)
- Digitale Distribution: Vermarktungsstrategie Digitale Distribution (Warner Bros. Digital Distribution Germany)
- Merit Award: BVV – Bundesverband Audiovisuelle Medien

### 2013
Programm Awards
- Publikumspreis: Breaking Dawn – Biss zum Ende der Nacht, Teil 1 (2-Disc Fan Edition)
- Internationaler Film: Django Unchained
- Deutscher Film: Cloud Atlas (X Edition)
- TV national: Unsere Mütter, unsere Väter (Special Edition)
- TV international: Homeland – Die komplette Season 1
- Family Entertainment: Tom Sawyer / Die Abenteuer des Huck Finn (Abenteuer-Box)
- Sammel-Edition: Bernd Eichinger – Die DVD Kollektion
- Special Interest: Mia san Champions!

Personality Awards
- Creative Award: Michael Bully Herbig
- Artist Award: Christiane Paul
- Produzentenpreis: Stefan Arndt
- Lifetime Achievement Award: Joseph Vilsmaier

Business Awards
- HBO International

### 2014
Programm Awards
- Publikumspreis: Fack ju Göhte
- Internationaler Film: The Wolf of Wall Street
- Deutscher Film: Fack ju Göhte
- TV: Breaking Bad
- Family Entertainment national:Bibi & Tina – Der Film
- Family Entertainment international: Die Eiskönigin – Völlig unverfroren
- Sammel-Edition:Twin Peaks-The Entire Mistery
- Special Interest: Space Pirate Captain Harlock

Personality Awards
- Creative Award: Bastian Pastewka
- Artist Award: Bjarne Mädel und Gisela Schneeberger
- Produzentenpreis: Prof. Nico Hoffmann und Wolf Bauer
- Lifetime Achievement Award: Scorpions

Business Awards
- Studiocanal

Alle Preisträger und Begründungen stammen von www.mediabiz.de